# Електрични осигурач
Осигурач је уређај који у електричним колима служи као заштита од струје кратког споја и превелике струје. Осигурачи су обавезни делови електричних кола и штите уређаје од квара или пожара. Према начину прекидања струјних кола, осигурачи се деле на топљиве и аутоматске. Основни део топљивог осигурача је калибрисана жица од проводника мале електричне отпорности (сребро или бакар), која се истопи након што интензитет струје пређе одређену границу. 
Аутоматски осигурачи често комбинују биметални штап и електромагнет. Струја преоптерећења загрева и криви биметални штап и на тај начин прекида струјно коло. Како биметални штап споро реагује, уграђује се и електромагнет који брзо реагује на струју кратког споја. За разлику од топљивог осигурача, аутоматски осигурач се може више пута употребљавати.

## Историја
Бреге је препоручио употребу проводника смањеног пресека за заштиту телеграфских станица од удара грома; топљењем, тање жице би заштитиле апарате и ожичење унутар зграде. Различити жичани или фолијски топљиви елементи су били у употреби за заштиту телеграфских каблова и инсталација за осветљење још 1864. године.
Осигурач је патентирао Томас Едисон 1890. године као део његовог електричног дистрибутивног система.

## Конструкција
Осигурач се састоји од металне траке или жичаног осигурача, малог попречног пресека у поређењу са проводницима кола, монтираног између пара електричних терминала и (обично) затвореног незапаљивим кућиштем. Осигурач је распоређен у серији да носи сво пуњење које пролази кроз заштићено коло. Отпор елемента генерише топлоту услед протока струје. Величина и конструкција елемента се (емпиријски) одређују тако да топлота произведена за нормалну струју не узрокује да елемент постигне високу температуру. Ако тече превисока струја, елемент се подиже на вишу температуру и или се директно топи, или у супротном топи залемљени спој унутар осигурача, отварајући струјно коло.
Осигурач је направљен од цинка, бакра, сребра, алуминијума или легура између ових или других различитих метала да би се обезбедиле стабилне и предвидљиве карактеристике. У идеалном случају, осигурач би носио своју називну струју неограничено и брзо би се отопио на малом вишку. Елемент се не сме оштетити мањим безопасним ударима струје и не сме оксидирати или променити своје понашање након евентуално година рада.

## Нисконапонски осигурачи

### Топљиви осигурач
Топљиви осигурач се састоји од ватросталне патроне, чији су метални контакти спојени лако топљивом жицом. Жица се димензионише према називној вредности коју одговарајући патрон може да пропушта неограничено дуго, а топи се када вредност струје пређе дозвољену границу. 
Прекидом жице се прекида струјно коло и проводник је заштићен од прекомерне струје. 
После топљења жице, технички прописи забрањују замену истопљене жице и налажу замену целе патроне.

#### Осигурачи типа(IEC 60269)
Инсталациони осигурачи типа  се користе за заштиту проводника и уређаја за напоне до 500 V и струје до 200 A. 
Овакви осигурачи се састоје из топљивог уметка, подножја, калибарског прстена и капе.
Топљиви уметак се израђује од порцелана или стеатита. Унутрашњост уметка је шупља и испуњена је кварцним песком. Крајеви уметка су спојени калибрисаном жицом, а за жицу преко мале опруге обојена сигнална значка. Када се жица истопи, опруга се ослобађа и значка испада, чиме се сигнализује који је осигурач прегорео.
Подножја типа D се израђују од порцелана. Унутар порцеланског тела смештена је доводна спона са лозом за причвршћивање калибарског прстена, а изнад споне је месингано грло у које се уврће капа са уметком. Подножја за осигураче се израђују у четири величине: D-II до 25 A, D-III до 63 A, D-IV до 100 A и D-V до 200 A.
Унутар подножја се налази керамички калибарски прстен у облику шупљег ваљка који обезбеђује струјну незаменљивост, тј. спречава убацивање уметка за струју већу од оне коју прстен дозвољава. Струјна незамењивост се постиже употребом различитих пречника, односно дијаметара (отуда слово D), врата уметка и отвора калибарског прстена. Постављање уметка мање називне струје у отвор калибарског прстена за већу струју је могуће и није опасно за електрични пријемник или проводник који се штити осигурачем.
Капа осигурача је направљена од порцелана са углављеним месинганим завртњем у облику чахуре. Капа омогућава повезивање струјног кола у осигурачу од улазног до излазног завртња. 
Да би контакти између уметка, калибарског прстена и капе били са малим прелазним отпором, капа осигурача мора бити добро притегнута. У противном, велики прелазни отпор би прекомерно загревао осигурач и при струјама мањим од називне.
| Боја значке на патрони и калибарском прстену | Називна струја уметка | Тип основе осигурача |
| -------------------------------------------- | --------------------- | -------------------- |
| Ружичаста                                    | 2 A                   | D-II-25 A            |
| Смеђа                                        | 4 A                   | D-II-25 A            |
| Зелена                                       | 6 A                   | D-II-25 A            |
| Црвена                                       | 10 A                  | D-II-25 A            |
| Сива                                         | 16 A                  | D-II-25 A            |
| Плава                                        | 20 A                  | D-II-25 A            |
| Жута                                         | 25 A                  | D-II-25 A            |
| Црна                                         | 35 A                  | D-III-63 A           |
| Бела                                         | 50 A                  | D-III-63 A           |
| Бакарна                                      | 63 A                  | D-III-63 A           |
| Црвена                                       | 80 A                  | D-IV-100 A           |
| Сребрна                                      | 100 A                 | D-IV-100 A           |
| Жута                                         | 125 A                 | D-V-200 A            |
| Бакарна                                      | 160 A                 | D-V-200 A            |
| Плава                                        | 200 A                 | D-V-200 A            |

За заштиту електромотора од струја кратког споја употребљавају се троми патрони који кратко подносе струје веће од називних.

#### Инсталациони осигурачи типа
Код осигурача типа B струјна незаменљивост је постигнута коришћењем капа различитих димензија за различите називне струје. 
Ови осигурачи се израђују од две цилиндричне капе и топљивог уметка за називне струје од 5, 10, 16, 31,5, и 63 A и за напон од 250 V.

#### Нисконапонски високоучински осигурачи
Нисконапонски високоучински осигурачи се користе на местима у електричној мрежи где се очекује велика снага кратког споја. 
Ови осигурачи се користе за заштиту каблова и расклопних уређаја од струја преоптерећења и струја кратких спојева. 
Израђују се за напоне до 500 V наизменичне струје и до 600 V једносмерне.
Подножје осигурача је израђено у облику темељне порцеланске плоче са контактним виљушкама и прикључним стезаљкама, док је патрон израђен у облику затвореног керамичког тела, са контактима у облику ножа. Контакти патрона одговарају контактима на постољу. 
За безопасно стављање и вађење патрона употребљава се изолациона ручка.
За струје до 600 A постоје три основне величине NV 200, NV 400 и NV 600. 
Називне струје патрона су 25, 35, 50, 60, 80, 100, 125, 160 и 200 A за подножја NV 200. 
За подножје NV 400 могу се употребити патрони истих називних вредности као за подножје NV 200, а поред њих и патрони називних струја од 225, 260, 300, 350 и 400 A. 
Подножју NV 600 одговарају патрони од 300, 350, 400, 430, 500 и 600 A.

### Аутоматски инсталациони осигурачи
За разлику од топљивих осигурача који прекидају струју кратког споја разарањем жице, код аутоматских осигурача струјни круг се прекида раздвајањем контаката без разарања осигурача, па се стога исти осигурач може користити више пута. 
Овакви осигурачи се користе за заштиту пријемника и проводника за називне струје до 25 A. 
Првенствено су намењени за заштиту малих пријемника, где услед погрешног руковања долази до појаве струја преоптерећења и кратких спојева. 
Поред аутоматских осигурача са завртњем који се могу уврнути у подножја инсталационих осигурача типа D, у употреби су прекидачи-осигурачи за уградњу на нисконапонске табле.
Приликом појаве превелике струје биметални штап се криви и преко скакавице искључује контакте. Струја кратког споја делује на биметал, али како је биметалу потребно одређено време да се загреје и искриви, у циљу брзог искључења струје кратког споја уграђује се електромагнет. Електромагнет се активира у моменту појаве недозвољене вредности струје и делује на котву преко које се искључује струјни круг. 
После искључења, осигурач се поново активира притиском на дугме за укључење.

## Високонапонски осигурачи
Високонапонски осигурачи се користе за заштиту енергетских постројења. 
Састоје се од порцеланске цеви у којој се налази један или више сребрних проводника на посебним носачима који осигуравају одређени положај овог проводника. Цев је испуњена кварцним песком, а на крајевима се налазе металне капе на које се доводе високонапонски проводници. Ови осигурачи се постављају на постоље.
Високонапонски осигурачи се искључиво израђују као једнополни. Врло често се комбинују са растављачима, па се тада називају раставни осигурачи, а израђују се искључиво трополно и то искључиво за називни напон до 38 kV. 
Сваки добар високонапонски осигурач би требало да брзо прекине струју за време краће од једне периоде. У том случају се не може достићи пуна вредност струје кратког споја. Како се жица брзо истопи и претвори у капљице између којих се појављује електрични лук који бива изведен у кварцни песак или делимично испари. 
Како у постројењу увек постоји некаква индуктивност, због велике и нагле промене струје по Фарадејевом закону индукује се доста висок пренапон. 
Да би се ти пренапони смањили, високонапонски осигурачи се конструишу тако да је жица на половини дужине најмањег попречног пресека, а идући ка крајевима све шира, што продужава време трајања искључивања. На тај начин пренапони који се јављају при топљењу осигурача не прелазе 1,5 пута вредност напона мреже.